# Tuberaria echioides
Tuberaria echioides är en solvändeväxtart som först beskrevs av Jean-Baptiste de Lamarck, och fick sitt nu gällande namn av Heinrich Moritz Willkomm. Tuberaria echioides ingår i släktet fläcksolvändor, och familjen solvändeväxter. Inga underarter finns listade i Catalogue of Life.